# Marimba (Angola)
Marimba – miasto w Angoli, w prowincji Malanje.